# Nickelodeon Nederland
Nickelodeon Nederland ist der Ableger des US-Kindersenders Nickelodeon in den Niederlanden. Der Sender ging am 1. September 2002 auf Sendung. Gesendet wurde lange Zeit täglich bis 20:00 Uhr, ab dann war Comedy Central Nederland zu sehen. Seit dem 14. Februar 2011 ist Nickelodeon Nederland 24 Stunden zu sehen.

## Geschichte
Zu Beginn des Jahres 2002 übernahm MTV Networks Benelux den Sender Kindernet, der zu diesem Zeitpunkt als Programmblock auf NET 5 zu sehen war. Der Programmblock am Wochenende wurde daraufhin in Nickelodeon umbenannt.
Am 1. September 2002 übernahm Nickelodeon dann alle Frequenzen von Kindernet. Der Name Kindernet wurde, nach dem Sendeplatzwechsel im September 2002 zunächst noch für den Vorschulkinderblock beibehalten, bis dieser am 1. Januar 2005 dann in Nick Jr. umbenannt wurde. Anfangs strahlte Nickelodeon 24 Stunden sein Programm aus. Das änderte sich jedoch, als der niederländische Fernsehsender NET 5 einen weiteren Sender namens Veronica startete. Aufgrund der Aufteilung der Sendungen bei Nickelodeon und Veronica kam es zum Streit. Während Nickelodeon tagsüber kinderfreundliche Serien ausstrahlte, zeigte Veronica abends mehr sexbezogene Sendungen. Daher wurde der Sender Veronica am 14. September 2003 eingestellt. Seitdem war Nickelodeon wieder 24 Stunden auf Sendung.
Im September 2004 kaufte John de Mol die Abendaktien von Nickelodeon. Er wollte wieder einen Abendsender auf Nickelodeon einführen.
Am 16. September 2005 startete dann der Sender Talpa auf der Frequenz von Nickelodeon Niederlande. Nun war Nickelodeon in den Niederlanden nur noch von 2:00 bis 18:00 Uhr zu sehen, während in Flandern Nickelodeon auf der Frequenz von MTV von 6:00 bis 18:00 Uhr gesendet wurde. Im Dezember 2005 startete ein digitaler Schwestersender von Nickelodeon. Nick Jr. war seitdem als eigener Sender 24 Stunden lang empfangbar.
Seit dem 16. Dezember 2006 teilten sich The Box Comedy und Nickelodeon die Frequenz und Nickelodeon sendete in den Niederlanden von 5:00 bis 20:00 Uhr. Die restliche Sendezeit sendet Comedy Central Nederland, der am 30. April 2007 aus The Box Comedy hervorgegangen war. Zwischen dem 1. und 15. Dezember sendete Nickelodeon auf zwei Frequenzen:
- Talpa:5:00 bis 18:00 Uhr
- The Box:5:00 bis 20:00 Uhr

So konnten die Zuschauer die Frequenz wechseln.
Am 1. August 2007 starteten zwei neue digitale Sender Nicktoons und Nick Music. Sie sind in den Niederlanden sowie in Flandern empfangbar.
Am 31. März 2010 erhielten alle Nickelodeon-Ableger in den Niederlanden ein neues Logo. Grund dafür ist das internationale Rebranding der Nickelodeon-Familie. Die Logos von Nickelodeon, Nick Jr. sowie Nicktoons wurden vom US-Sender übernommen.
Nickelodeon sendet seit 12. Dezember 2016 24 Stunden.
Seit April 2012 ist Nickelodeon Nederland auch in HD empfangbar.

## Sendezeiten
Die Sendezeiten von Nickelodeon variieren in den Niederlanden deutlich. Folgend eine Übersicht über die jeweiligen Sendezeiten.
|                                            | 05:00                   | 06:00                   | 18:00                   | 19:00                   | 20:00                   | 21:00                   | 02:00                   | 02:30                   |
| ------------------------------------------ | ----------------------- | ----------------------- | ----------------------- | ----------------------- | ----------------------- | ----------------------- | ----------------------- | ----------------------- |
| Anfang 2002                                | NET 5                   | Nickelodeon / Kindernet | Nickelodeon / Kindernet | NET 5                   | NET 5                   | NET 5                   | NET 5                   | NET 5                   |
| Anfang September 2002                      | Nickelodeon / Kindernet | Nickelodeon / Kindernet | Nickelodeon / Kindernet | Nickelodeon / Kindernet | Nickelodeon / Kindernet | Nickelodeon / Kindernet | Nickelodeon / Kindernet | Nickelodeon / Kindernet |
| Ende September 2002 bis 14. September 2003 | Nickelodeon / Kindernet | Nickelodeon / Kindernet | Nickelodeon / Kindernet | Nickelodeon / Kindernet | Veronica                | Veronica                | Veronica                | Veronica                |
| 15. September 2003 bis 15. September 2005  | Nickelodeon / Kindernet | Nickelodeon / Kindernet | Nickelodeon / Kindernet | Nickelodeon / Kindernet | Nickelodeon / Kindernet | Nickelodeon / Kindernet | Nickelodeon / Kindernet | Nickelodeon / Kindernet |
| 16. September 2005 bis 30. November 2006   | Nickelodeon             | Nickelodeon             | Talpa                   | Talpa                   | Talpa                   | Talpa                   | Nickelodeon             | Nickelodeon             |
| 1. Dezember 2006 bis 15. Dezember 2006     | Nickelodeon             | Nickelodeon             | Talpa                   | Talpa                   | Talpa                   | Talpa                   | Talpa                   | Talpa                   |
| 16. Dezember 2006 bis 29. April 2007       | Nickelodeon             | Nickelodeon             | Nickelodeon             | Nickelodeon             | The Box Comedy          | The Box Comedy          | The Box Comedy          | The Box Comedy          |
| 30. April 2007 bis 13. Februar 2011        | Nickelodeon             | Nickelodeon             | Nickelodeon             | Nickelodeon             | Comedy Central          | Comedy Central          | Comedy Central          | Comedy Central          |
| 14. Februar 2011 bis 18. September 2015    | Nickelodeon             | Nickelodeon             | Nickelodeon             | Nickelodeon             | Nickelodeon             | TeenNick                | TeenNick                | TeenNick                |
| 19. September 2015 bis 30. September 2015  | Nickelodeon             | Nickelodeon             | Nickelodeon             | Nickelodeon             | Nickelodeon             | TeenNick                | TeenNick                | Nickelodeon             |
| Ab 1. Oktober 2015                         | Nickelodeon             | Nickelodeon             | Nickelodeon             | Nickelodeon             | Nickelodeon             | Spike                   | Spike                   | Nickelodeon             |
| Seit 12. Dezember 2016                     | Nickelodeon             | Nickelodeon             | Nickelodeon             | Nickelodeon             | Nickelodeon             | Nickelodeon             | Nickelodeon             | Nickelodeon             |

## Turbo Nick
Turbo Nick war eine Website, an dem man viele Serien von Nickelodeon ansehen kann. Turbo Nick wurde einige Jahre auch in den USA sowie in England betrieben. Auch in Deutschland existierte seit Sendestart des Senders Nickelodeon Turbo Nick. Wie das deutsche und amerikanische Angebot wurde auch die niederländische Version von Turbo Nick inzwischen eingestellt.

## Sendungen

### Amerikanische Sendungen
- iCarly
- Chalk Zone – Die Zauberkreide
- Drake & Josh

### Eigenproduktionen
- Het Huis Anubis
- Hotel 13
- Super Nick
- Nickelodeon Film Break
- Bad Candy Was Here